# Rebecca Rorabaugh
Rebecca Rorabaugh (* 29. Juni 1989 in Fairbanks) ist eine ehemalige US-amerikanische Skilangläuferin.

## Werdegang
Rorabaugh nahm von 2007 bis 2022 vorwiegend an Wettbewerben der US Super Tour und des Nor-am-Cups teil. Dabei holte sie sieben Siege und belegte in der Saison 2015/16 sowie 2017/18 den fünften, in der Saison 2013/14 sowie 2021/22 jeweils den vierten und in der Saison 2014/15 den dritten Platz in der Gesamtwertung der US Super Tour. Bei den Nordischen Junioren-Skiweltmeisterschaften 2009 errang sie den 51. Platz im Skiathlon. Im folgenden Jahr kam sie bei den U23-Weltmeisterschaften in Hinterzarten auf den 31. Platz im Skiathlon, auf den 24. Rang über 10 km klassisch und auf den 18. Platz im Sprint. Ihr Debüt im Skilanglauf-Weltcup hatte sie im Februar 2010 in Canmore, das sie auf dem 55. Platz über 10 km Freistil beendete. Bei den U23-Weltmeisterschaften 2011 in Otepää gelang ihr der 29. Platz über 10 km Freistil und der 26. Rang im Skiathlon und bei den U23-Weltmeisterschaften 2012 in Erzurum der 30. Platz im Sprint, der 29. Rang über 10 km klassisch und der 19. Platz im Skiathlon. Im Dezember 2012 holte sie in Québec mit dem 24. Platz im Sprint ihre ersten und einzigen Weltcuppunkte. Im Januar 2014 wurde sie in Soldier Hollow US-amerikanische Meisterin über 10 km klassisch. In der Saison 2016/17 kam sie beim Weltcup-Finale in Québec auf den 54. Platz.

## Siege bei Continental-Cup-Rennen
| Nr. | Datum            | Ort            | Disziplin            | Serie                        |
| --- | ---------------- | -------------- | -------------------- | ---------------------------- |
| 1.  | 4. Januar 2014   | Soldier Hollow | 10 km klassisch      | US Super Tour                |
| 2.  | 8. Februar 2015  | Craftsbury     | 10 km klassisch Mst. | US Super Tour                |
| 3.  | 5. Dezember 2015 | Sun Valley     | Sprint klassisch     | US Super Tour                |
| 4.  | 28. Januar 2018  | Craftsbury     | 5 km Freistil        | US Super Tour und Nor Am Cup |
| 5.  | 2. Februar 2018  | Gatineau       | Sprint klassisch     | Nor Am Cup                   |
| 6.  | 16. Februar 2020 | Minneapolis    | Sprint Freistil      | US Super Tour                |
| 7.  | 4. Dezember 2021 | Duluth         | Sprint Freistil      | US Super Tour                |